# Falkensteinerbach
Der Falkensteinerbach ist mit gut 27 km Länge der größte Zufluss am Lauf der Nördlichen Zinsel. Er verläuft in der  französischen Region Grand Est  durch die Départements Moselle und Bas-Rhin.

## Geographie

### Verlauf
Der Falkensteinerbach entspringt im Bitscher Ländchen im Wald von Stürzelbronn, unweit des Truppenübungsplatzes von Bitsch. Benannt ist der Bach nach der Burg Falkenstein.
Wie bei vielen Bächen der Nordvogesen ist die Fließrichtung nach Südosten gerichtet. Angelegte Teiche, Staustufen und Ableitungen sind Relikte einer ehemals intensiven industriellen Prägung des Tales, vor allem durch die Eisenindustrie der Familie De Dietrich, wovon aber nicht viel geblieben ist. Heute beherrschen wieder die tiefen Wälder der Sandsteinvogesen das Bild und das Tal wurde für das Europäische Schutzprogramm Natura 2000 angemeldet. Am Falkensteinerbach  leben sehr seltene Libellenarten und Wasser- und Uferpflanzen, die europaweit vom Aussterben bedroht sind.  Begleitet wird der Bach von der Nationalstraße N 62 und den Gleisen der stillgelegten Bahnstrecke zwischen Bitsch und Bad Niederbronn.
Erster Ort am Lauf ist Egelshardt. Danach folgen auf langer Strecke nur kleine Weiler und Forsthäuser. In nördlichen Seitentälern liegen die vielbesuchten Seen Hanauer Weiher und Lieschbacher Weiher. Philippsburg liegt in einer Talweitung. 2 km bachabwärts wird die lothringisch-elsässische Grenze passiert. Der bekannte Kurort Bad Niederbronn am östlichen Vogesenausgang wird in ganzer Länge durchquert, der Bach fließt am Kurpark entlang. Über Reichshoffen, wo von links der Schwarzbach hinzukommt, und Gundershoffen wird Uttenhoffen  erreicht. Hier mündet der Falkensteinerbach von links in die Nördliche Zinsel ein, welche ihrerseits in die Moder mündet.

### Einzugsgebiet
Das Einzugsgebiet des Falkensteinerbachs ist 192,2 km² groß und besteht zu 15,44 % aus landwirtschaftliches Gebiet, zu 79,82 % aus Waldflächen und zu 4,65 % aus bebauten Flächen.

### Zuflüsse
- Waldeckerbaechel (links)
- Liesbach bzw. Lieschbach (links)
- Mambach bzw. Philippsburger Weiherbach (links)
- Durstbach (links), 2,6 km
- Baetenbach (links), 3,7 km
- Schwarzbach (links)
- Lauterbach (rechts), 8,7 km